# Mustelicosa
Mustelicosa is een geslacht van spinnen uit de familie wolfspinnen (Lycosidae).

## Soorten
De volgende soorten zijn bij het geslacht ingedeeld:
- Mustelicosa dimidiata (Thorell, 1875)
- Mustelicosa ordosa (Hogg, 1912)